# Paalscheiding
Met een paalscheiding werd de grens tussen twee gebieden bedoeld, met name tijdens het ancien régime. Reeds in de 14e eeuw en tot diep in de 19e eeuw werd deze methode toegepast.
De loop van de paalscheiding werd minutieus omschreven, en gewoonlijk werden grenspalen toegepast om deze grens duidelijk aan te geven. Arbitrage was hierbij vaak nodig. Door dit alles konden grensconflicten of - bij kleinere eenheden - civiele procedures worden voorkomen.
Een voorbeeld van de vaststelling van een paalscheiding is die uit 1803 tussen twee parochies: 
Uyt het Kattestraetje komende, gaet men met oblique linie van het huis Nihoul inclues tot aen het huis van den apotheker van Hoebroeck ook inclues. Het huis de Rooden Leeuw en het huis van Rykelen zullen deel maken van de parochie van St. Germeyn, enz.
Vaak liep de grens dwars door huizen en soms kerken. De vaststelling van de grens tussen België en Nederland in plaatsen als Baarle-Hertog en Baarle-Nassau, toont nog heden ten dage hoe ingewikkeld de vroegere grenzen konden verlopen.